# Mitsuyuki Yoshihiro
Mitsuyuki Yoshihiro (吉弘 充志, Yoshihiro Mitsuyuki) est un footballeur japonais né le 4 mai 1985. Il évolue au poste de défenseur central.

## Biographie
Mitsuyuki Yoshihiro participe à la Coupe du monde des moins de 20 ans 2005 qui se déroule aux Pays-Bas, où il officie comme remplaçant.

## Palmarès
- Finaliste de la Coupe du Japon en 2007 avec le Sanfrecce Hiroshima